# جولین (ترانه)
«جولین» (به انگلیسی: Jolene) نامِ مشهورترین ترانهٔ دالی پارتن، خوانندهٔ اهل ایالات متحدهٔ آمریکا است.
به گفته دالی پارتن، زمانی که ‌او به تازگی با کارل دین ازدواج کرده بود، شاهد لاس زدن متصدی مو قرمز بانک با شوهر خود بود و‌ این آهنگ را از این اتفاق الهام گرفته است.
«جولین» در اصل نام دختربچه‌ای‌ست که «دالی پارتن»، ملقب به ملکهٔ موسیقی کانتری، در قسمتِ ملاقات با طرفدارانِ یکی از کنسرت‌هایش، او را می‌بیند، و چون از اسم و چهرهٔ دخترک خوشش می‌آید، به او قول می‌دهد که یک آهنگ در موردش بنویسد. آهنگی که هروقت بشنود، متوجه شود که در مورد دخترک است. این تک‌آهنگ در جدول‌های فروش ترانه‌های بریتانیا جزو ده ترانهٔ اول قرار گرفت.این ترانه در گرمی آوارد سال ۲۰۱۹ مجدداً توسط وی اجرا شد.

## بازخوانی ترانه توسط لیلا فروهر
لیلا فروهر، خوانندهٔ پاپ و بازیگر ایرانی، این ترانه را ابتدا در سال ۱۳۵۷ با تنظیم اریک آرکانت بازخوانی کرد که با استقبال زیادی روبرو شد. در سال ۱۳۷۶ برای دومین بار با تنظیم جدیدتری از شوبرت آواکیان بازخوانی کرد که در یکی از آلبوم‌هایش با عنوان «پلنت آو هارمونی» منتشر شده است.

## بازخوانی ترانه توسط مایلی سایرس
همچنین مایلی سایرس خواننده هالیوودی آن را بازخوانی کرده‌است.